# Championnat du Maroc de football 1950-1951
Navigation
Édition précédente Édition suivante
La saison 1950-1951 de la Ligue du Maroc de Football Association est la 36e édition des championnats du Maroc et la 29e de cette ligue.  
Le Wydad AC remporte son 4e sacre d'affilié de champion du Maroc Division d'Honneur avec un total de 54 points, et se qualifie pour la 4e fois en Ligue des champions de l'ULNAF.
L'Idéal CM sacré champion du Maroc Division Pré-honneur, et accède en compagnie de son dauphin le Fath US en Division d'Honneur, à la place de l'US Athlétique et de l'ASPTT Casablanca.

## Classement
Le Wydad AC remporte son quatrième titre de champion du Maroc devant son dauphin l'US Marocaine. L'US Athlétique et l'ASPTT Casablanca descendent en Pré-Honneur.
Le barème de points servant à établir le classement se décompose ainsi :
- Victoire : trois points ;
- Match nul : deux points ;
- Défaite : un point.

| Rang | Équipe           | Pts | J  | G  | N | P | Bp | Bc | Diff |
| ---- | ---------------- | --- | -- | -- | - | - | -- | -- | ---- |
| 1    | Wydad AC T       | 54  | 22 | 12 | 8 | 2 | 40 | 18 | +22  |
| 2    | US Marocaine     | 52  | 22 |    |   |   |    |    |      |
| 3    | Racing AC        | 47  | 22 |    |   |   |    |    |      |
| 4    | US Safi          | 45  | 22 |    |   |   |    |    |      |
| 5    | MC Oujda P       | 44  | 22 |    |   |   |    |    |      |
| 6    | CS Marocain CdT  | 44  | 22 |    |   |   |    |    |      |
| 7    | SC Mazagan       | 44  | 22 |    |   |   |    |    |      |
| 8    | ASTF Meknès P    | 42  | 22 |    |   |   |    |    |      |
| 9    | USD Meknès V     | 42  | 22 |    |   |   |    |    |      |
| 10   | SA Marrakech     | 42  | 22 |    |   |   |    |    |      |
| 11   | US Athlétique    | 42  | 22 |    |   |   |    |    |      |
| 12   | ASPTT Casablanca | 31  | 22 |    |   |   |    |    |      |

|  | Champion du Maroc et de la Division d'Honneur 1950-1951 Qualification au Ligue des champions de l'ULNAF 1951 |
|  | Vice-champion du Maroc et de la Division d'Honneur 1950-1951                                                 |
|  | Relégation directe en Pré-Honneur                                                                            |
|  | (T) Tenant du titre (P) Club promu de Pré-Honneur (CdT) Vainqueur de la coupe du trône                       |

L'Idéal Club Marocain remporte le championnat de Pré-Honneur, et accède en compagnie de son dauphin, le Fath US, en Division d'Honneur, à la place de l'US Athlétique et d'ASPTT Casablanca.